# Saison 4 de Cormoran
Saison 3 de Cormoran —
Cet article présente le guide de la quatrième saison du feuilleton télévisé Cormoran.
| Numéro | Date de diffusion | Réalisateurs                                    | Date réelle                                                                         |
| Description |                   |                                                 |                                                                                     |
| 66 | 6 septembre 1993  | Lise Chayer, Louise Montpetit et Andrée Pérusse |                                                                                     |
| Des vents violents et de fortes marées forcent les habitants de l'Anse-au-Maudit à se réfugier sur les hauteurs de Cormoran. Ginette leur ouvre la porte de la grande maison. Le lendemain, Germain et Mariette reviennent à Cormoran annonçant le retour prochain de Bella, Angélique et Pacifique. |                   |                                                 |                                                                                     |
| 67 | 13 septembre 1993 | Pierrette Villemaire et André Tousignant        |                                                                                     |
| Le curé Dumont se plaint de ne pas savoir qu'elles sont les décisions récentes de Bella. Par l'entremise de Fulgence, Bella fait parvenir une lettre à Donatienne. Viateur se présente à Cormoran. |                   |                                                 |                                                                                     |
| 68 | 20 septembre 1993 | Pierrette Villemaire et André Tousignant        |                                                                                     |
| Viateur rend compte au curé Dumont de sa visite à Mariette et se dit intrigué par la présence d'un pensionnaire chez les Lafond. Bella se rend au presbytère pour informer le curé Dumont de ses intentions. Hippolyte révèle à Donatienne qu'il est aussi au courant de la naissance d'un bébé à Cormoran. |                   |                                                 |                                                                                     |
| 69 | 27 septembre 1993 | Pierrette Villemaire et André Tousignant        |                                                                                     |
| Clément Veilleux et Vital Laforce se rebiffent contre les propos d'Albérich Boulet qui leur conseille de mettre leurs uniformes dans la boule-à-mites. Aglaé refuse de servir au repas du soir parce qu'elle a un rendez-vous avec le fils de l'avocat Legris. Gérard apprend que Léonie est encore enceinte. |                   |                                                 |                                                                                     |
| 70 | 4 octobre 1993    | Pierrette Villemaire et André Tousignant        |                                                                                     |
| Bella prend des cours de conduite automobile. Clément remet à Fulgence la liste des membres des Chemises Bleues. Flavie veut voir le bébé de Bella. Germain craint la violence dans les esprits. À la suite de l'invitation de Bella, Zénone se rend à Cormoran. Maureen met Pacifique en garde de ne pas jouer avec le cœur de sa fille. |                   |                                                 |                                                                                     |
| 71 | 11 octobre 1993   | Pierrette Villemaire et André Tousignant        | 23 août 1939 Signature du Pacte germano-soviétique                                  |
| Clément n'accepte pas la véracité des informations radiophoniques au sujet d'un pacte d'alliance. Bella veut installer son bébé dans sa chambre. Léonie revient de Montréal et donne à Gérard la nostalgie de la rue Ontario. À l'abattoir, Clément a de la misère à faire face à sa tâche d'assommer les bêtes. |                   |                                                 |                                                                                     |
| 72 | 18 octobre 1993   | Pierrette Villemaire et André Tousignant        | 2 septembre 1939 Mobilisation française                                             |
| Fulgence est rappelé à Québec et Pacifique retrouve la jouissance de son observatoire. Bella se rend à l'hôtel pour y discuter d'affaires avec Donatienne. Clément Veilleux arbore son uniforme. Flavie s'interroge sur le contenu d'une lettre adressée à Pacifique. |                   |                                                 |                                                                                     |
| 73 | 1er novembre 1993 | Pierrette Villemaire et André Tousignant        | 3 septembre 1939 Déclaration de guerre de la France et du Royaume-Uni à l'Allemagne |
| Le Conseil municipal tient à ce que Clément Veilleux et ses Chemises Bleues se tiennent tranquilles. Bella subit une rebuffade sérieuse avec le sermon du curé Dumont. Réception à l'hôtel pour présenter Joseph. Pacifique avoue enfin son amour pour Flavie... au chanoine Letendre. Viateur fait part de son projet d'épouser Mariette. |                   |                                                 |                                                                                     |
| 74 | 8 novembre 1993   | Pierrette Villemaire et André Tousignant        |                                                                                     |
| Pacifique demande au chanoine Letendre d'oublier les confidences qu'il lui a faites la veille. Ginette fait une proposition de travail à Romuald Gagnon et une autre à Tom Mix. Maureen interroge Pacifique au sujet des sentiments qu'il aurait pour Flavie. Le chanoine Letendre quitte Cormoran et retourne à Rome. |                   |                                                 |                                                                                     |
| 75 | 15 novembre 1993  | Pierrette Villemaire et André Tousignant        |                                                                                     |
| Pacifique demande à Flamand de le recevoir. On attend une déclaration du premier ministre du Canada annonçant l'entrée du pays en guerre. Bella et Victoria font bon ménage. Clément loge Albérich Boulet chez Vital Laforce. Maureen met Vincent au courant des intentions de Flavie et Pacifique. |                   |                                                 |                                                                                     |
| 76 | 22 novembre 1993  | Pierrette Villemaire et André Tousignant        | 10 septembre 1939 Déclaration de guerre à l'Allemagne du Canada                     |
| Pacifique annonce aux membres de sa famille que Flavie et lui ont décidé de se marier. Ginette fait préparer deux cercueils et ordonne aux deux Thomas de creuser une fosse. L'avocat Legris se présente à Cormoran. La voix du premier ministre Mackenzie King réunit toute la population de Baie-d'Esprit autour des appareils de radio. |                   |                                                 |                                                                                     |
| 77 | 29 novembre 1993  | Pierrette Villemaire et André Tousignant        | 11 septembre 1939                                                                   |
| Le Canada est en guerre depuis la veille. À la radio, on apprend que des sous-marins allemands ont coulé des navires britanniques et français dans l'Atlantique. Flavie s'est réfugiée chez Ginette qui lui sert de chaperon. Bella et Flavie ont un entretien au sujet de René. Vital crée la panique dans son entourage. L'enfant de Bella échappe de près à la mort. |                   |                                                 |                                                                                     |
| 78 | 6 décembre 1993   | Pierrette Villemaire et André Tousignant        |                                                                                     |
| Albérich Boulet met fin aux actes de violence commis par Vital Laforce. Clément, de même qu'Albérich sont appréhendés pour interrogatoire. Pacifique est soigné à l'hôpital. Angélique et Germain réalisent un de leurs grands rêves. Bella qui a toujours refusé de connaître les raisons de la mort de René veut enfin que Ginette lui raconte la vérité. La dernière scène se passe vraisemblablement 9 mois plus tard, en juin 1940. Joseph, le fils de Bella, a grandi. Angélique et Germain sont devenus parents de jumeaux. Pacifique et Flavie sont mariés, ils vont s'installer à Montréal où il est affecté en tant que médecin militaire pour la durée de la guerre. Ayant des séquelles de sa blessure à la jambe, il n'aura pas à combattre outre-mer. Bella enfin, finira sûrement par épouser l'avocat Georges Legris. |                   |                                                 |                                                                                     |